# Rhinura populonia
Rhinura populonia là một loài bướm đêm trong họ Geometridae.